# Barbara Jędrzejczyk
Barbara Jędrzejczyk (ur. 13 kwietnia 1986 w Warszawie) – polska działaczka społeczna i aktywistka miejska związana z Warszawą, przewodnicząca stowarzyszenia Miasto Jest Nasze (2021–2024), radna Żoliborza (od 2024).

## Życiorys
Wychowała się na Targówku i Bródnie. Następnie zamieszkała na Żoliborzu. Z wykształcenia jest filmoznawczynią. Jędrzejczyk jest również licencjonowaną przewodniczką po Warszawie. Wraz z Aleksandrą Żegotą, Pauliną Pacholak i Zbigniewem Bujakiem, zaangażowana była w kampanię Rady Europy „Bez Nienawiści” i w ramach niej w 2015 zainicjowali warszawską Noc Świątyń, której była koordynatorką w kolejnych latach wraz z Aleksandrą Żegotą. W czerwcu 2018, Noc Świątyń otrzymała nagrodę Programową oraz nagrodę portalu warszawa.ngo.pl. w ósmej edycji konkursu S3KTOR na najlepsze inicjatywy pozarządowe zrealizowane w minionym roku (nagrody za rok 2017). Zawodowo zajmuje się finansami i rozliczaniem funduszy Programu EOG, a także koordynuje projekty środowiskowe związane z poprawą jakości powietrza oraz mobilnością. 
Od 2017 działa w stowarzyszeniu Miasto Jest Nasze, gdzie zaangażowana była w akcje związane z prawami pieszych. Współorganizowała dwa marsze „Pieszej Masy Krytycznej” oraz Warszawski Festiwal Drzew Drzewarszawa. W Miasto Jest Nasze pełniła funkcję skarbniczki i wiceprezeski, zaś od czerwca 2021 do czerwca 2024 była jego przewodniczącą. Przewodnicząca Rady Fundacji Pracownia Zmiany.
W wyborach samorządowych w 2024 dostała 551 głosów (9,42% w okręgu), dzięki czemu została wybrana radną Żoliborza. Kadencję rozpoczęła w maju 2024.